# Sushma Swaraj
Sushma Swaraj, nata Sharma (; Ambala Cantonment, 14 febbraio 1952 – Nuova Delhi, 6 agosto 2019) è stata una politica e avvocata indiana.

## Biografia

### Primi anni e studi
Sushma Swaraj nacque nel 1952 nell'Ambala Cantonment da Hardev Sharma e Shrimati Laxmi Devi. I suoi genitori provenivano da Lahore, in Pakistan. Studiò al Sanatan Dharma College dell'Ambala Cantonment e conseguì una laurea con specializzazione in sanscrito e scienze politiche. Studiò legge alla Panjab University di Chandigarh. Una competizione a livello statale indetta dal dipartimento di lingua dell'Haryana la vide vincere il premio per il miglior interlocutore in lingua hindi per tre anni consecutivi.

### Carriera legale
Nel 1973 intraprese la carriera legale presso la Corte Suprema dell'India e avviò la sua carriera politica con Akhil Bharatiya Vidyarthi Parishad. Partecipò attivamente al Movimento di rivoluzione totale di Jayaprakash Narayan e in seguito si unì al Bharatiya Janata Party, divenendone presto una leader nazionale.

### Carriera politica

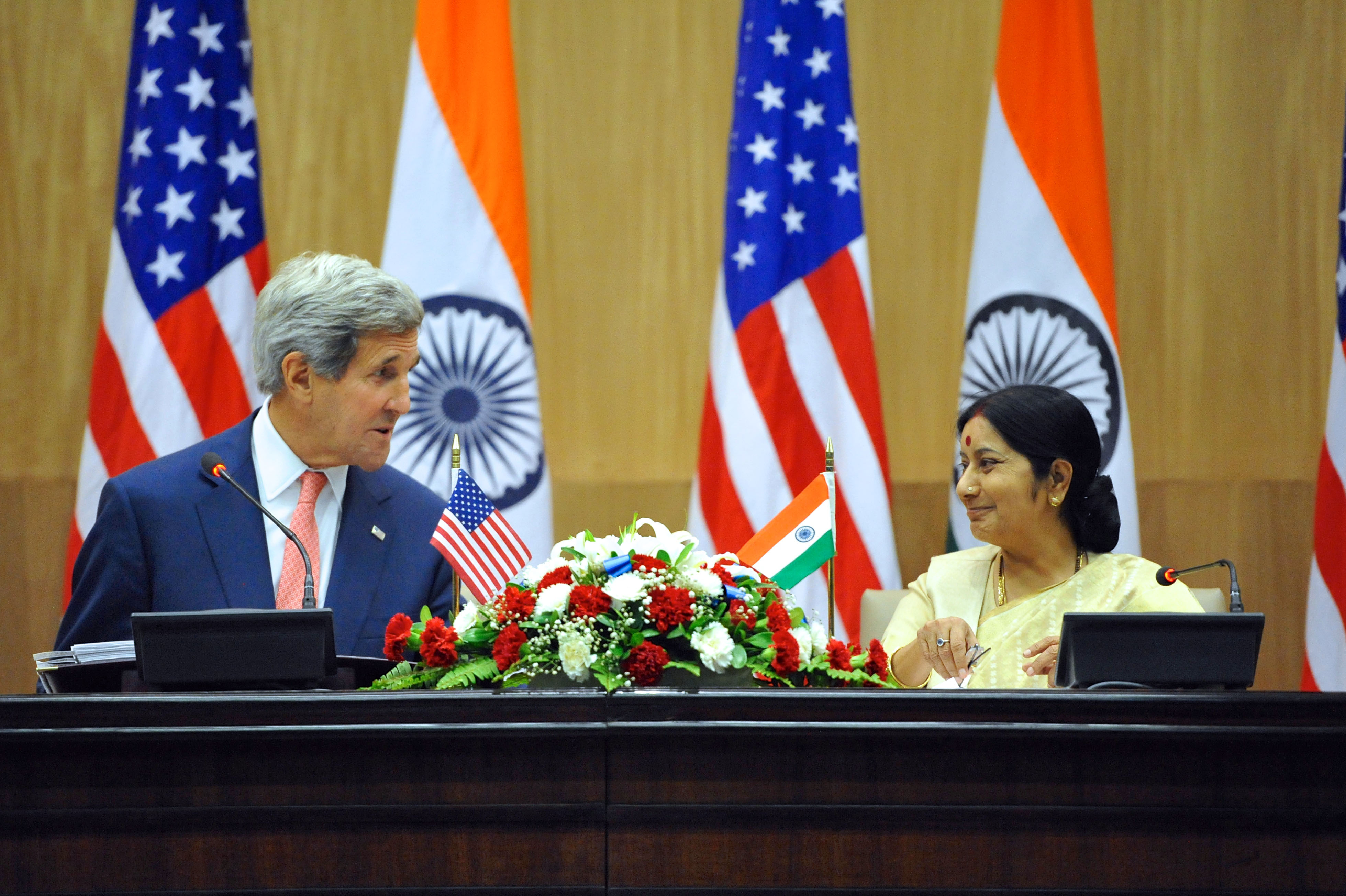
Il Segretario di Stato John Kerry e Sushma Swaraj si rivolgono ai giornalisti durante una conferenza stampa

Fu membro dell'Assemblea legislativa dell'Haryana dal 1977 al 1982 e dal 1987 al 1990. Nel luglio 1977 prestò giuramento come ministra di gabinetto nel governo janatista guidato dall'allora primo ministro Devi Lal. Fu ministro del lavoro e dell'occupazione dal 1977 al 1979 e ministro dell'istruzione, dell'alimentazione e delle forniture civili dal 1987 al 1990. A 27 anni divenne presidente dello stato dell'Haryana, dove fu anche ministro dell'istruzione nel governo di coalizione con il Bharatiya Janata Party e il Lokdal dal 1987 al 1990.
Fu ministro dell'unione per l'informazione e la radiodiffusione durante i 13 giorni di governo del primo ministro Atal Bihari Vajpayee nel 1996, e nell'ottobre 1998 divenne ministro capo di Delhi, prima donna a ricoprire tale carica.
Durante il secondo governo Vajpayee fu ministro dell'unione per l'informazione e la radiodiffusione con una carica aggiuntiva del Ministero delle telecomunicazioni dal 19 marzo 1998 al 12 ottobre 1998. La sua decisione più importante durante questo periodo fu quella di definire la produzione cinematografica come industria, il che rese l'industria cinematografica indiana ammissibile al finanziamento bancario. Diede inoltre avvio alla radio comunitaria nelle università e in altre istituzioni.
Nel 2000 fu eletta membro del parlamento per l'Uttar Pradesh, dunque riassegnata all'Uttrakhand in seguito alla separazione dal precedente stato.
Fu ministro della salute, del welfare familiare e degli affari parlamentari dal gennaio 2003 al maggio 2004, nonché ministro degli affari esteri per il governo di Narendra Modi da maggio 2014 a maggio 2019, seconda donna a ricoprire tale carica dopo Indira Gandhi.

### Vita privata e morte
Nel 1975 sposò Swaraj Kaushal, un avvocato della Corte Suprema dell'India e membro del parlamento dal 1998 al 2004, con cui ebbe una figlia di nome Bansuri, laureata all'Università di Oxford e avvocata dell'Inner Temple di Londra.
La sera del 6 agosto 2019 fu ricoverata d'urgenza all'AIIMS di Nuova Delhi in seguito ad un attacco cardiaco, dove morì. Fu cremata il giorno successivo in seguito ai funerali di Stato al crematorio Lodhi a Delhi.